# Arrhis sobolevi
Arrhis sobolevi is een vlokreeftensoort uit de familie van de Oedicerotidae. De wetenschappelijke naam van de soort is voor het eerst geldig gepubliceerd in 1965 door Kudrjaschov.